# Oberhäuser (Heimenkirch)
Oberhäuser (westallgäuerisch: Obrhisər) ist ein Gemeindeteil des Marktes Heimenkirch im bayerisch-schwäbischen Landkreis Lindau (Bodensee).

## Geografie
Das Dorf liegt unmittelbar nördlich des Hauptorts Heimenkirch und zählt zur Region Westallgäu.

## Ortsname
Der Ortsname bedeutet bei den oberhalb gelegenen Häusern.

## Geschichte
Oberhäuser wurde urkundlich erstmals im Jahr 1760 erwähnt als die Vereinödung des Orts mit neun Teilnehmern stattfand. Eine andere Quelle spricht vom Jahr 1436. 1838 wurde eine Holzkapelle in Oberhäuser errichtet, die 1866 oder nach 1896  durch die heutige gotische Kapelle ersetzt wurde.

## Baudenkmäler
Siehe: Liste der Baudenkmäler in Oberhäuser